# L'aeroporto del deserto
L'aeroporto del deserto (Air Mail) è un film del 1932 diretto da John Ford.
È un film d'avventura a sfondo drammatico statunitense con Ralph Bellamy, Gloria Stuart e Pat O'Brien. La storia è molto simile a quella di Avventurieri dell'aria del 1939 e di altri film basati su aerei in difficoltà che ebbero un buon successo durante gli anni trenta.

## Produzione
Il film, diretto da John Ford su una sceneggiatura di Frank Wead e un soggetto di Dale Van Every e dello stesso Wead, fu prodotto da Carl Laemmle Jr. per la Universal Pictures e girato a Bishop e negli Universal Studios a Universal City, in California.

## Promozione
Le tagline sono:
- "Air Mail" - The epic Thriller!
- Carl Laemmle Presents The Roaring Drama Of The Skies ---"Air Mail"!
- "The Mail must go through!" Fearless flyers behind thundering motors brave fog, snow, hurricane and death to carry on! Far below, their sweethearts peer through the night and pray for happy landings! A picture of warm romance that zooms with tingling thrills!
- "Air Mail" - Story by Dale Van Every and Frank Wead

## Distribuzione
Il film fu distribuito con il titolo Air Mail negli Stati Uniti dal 3 novembre 1932 al cinema dalla Universal Pictures.
Altre distribuzioni:
- in Francia il 20 gennaio 1933 (Tête brûlée)
- in Danimarca l'8 ottobre 1934 (Hverdagens helte)
- in Finlandia il 19 maggio 1935
- in Germania Ovest nel febbraio del 1985 (Berlin International Film Festival)
- in Argentina (Hombres sin miedo)
- in Brasile (Asas Heróicas)
- in Spagna (Hombres sin miedo)
- in Italia (L'aeroporto del deserto)
- in Jugoslavia (Avionske poste)

## Accoglienza

### Critica
Secondo il Morandini "nonostante i modellini" risulterebbero "belle" le sequenze aeree.